# Rosalie Gardiner Jones
Rosalie Gardiner Jones (Huntington (New York), 24 février 1883 - 12 janvier 1978) est une suffragette américaine ayant pris part à une des marches pour le suffrage des femmes. Elle était connue sous le nom de « General Jones ».